# Alchemilla gorcensis
Alchemilla gorcensis är en rosväxtart som beskrevs av Pawl.. Alchemilla gorcensis ingår i släktet daggkåpor, och familjen rosväxter.

## Underarter
Arten delas in i följande underarter:
- A. g. denudata
- A. g. diminuta